# Bitwa pod Philippi
Bitwa pod Philippi (znana również jako bitwa pod Philippi Races) – starcie zbrojne, które miało miejsce 3 czerwca 1861 roku pomiędzy oddziałami Unii i Skonfederowanych Stanów Ameryki w trakcie wojny secesyjnej i zakończyła się zwycięstwem Unii. Chociaż jej znaczenie militarne było niewielkie, jest powszechnie uważana za pierwszą bitwę wojny secesyjnej na froncie wschodnim.

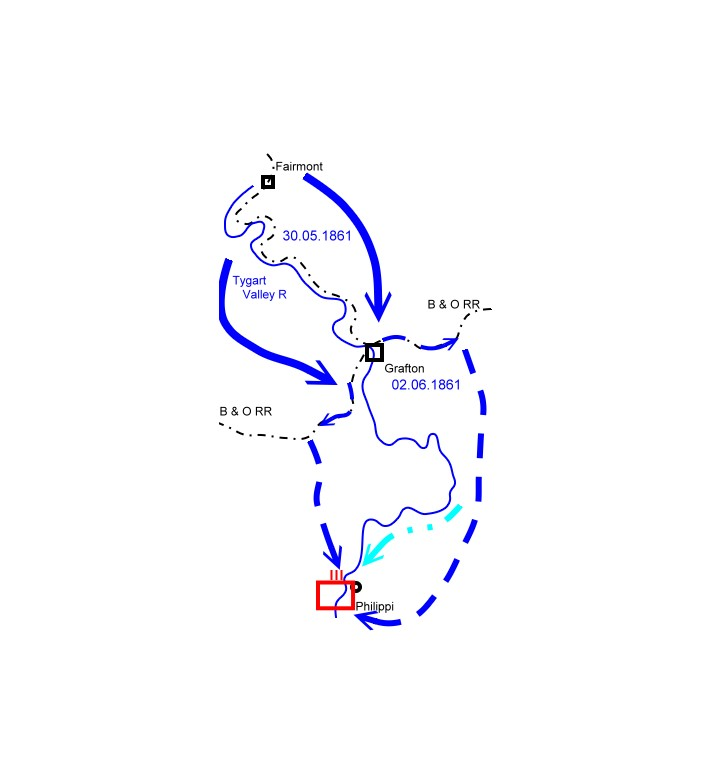
Przebieg bitwy pod Philippi